# Klebrige Scheinulme

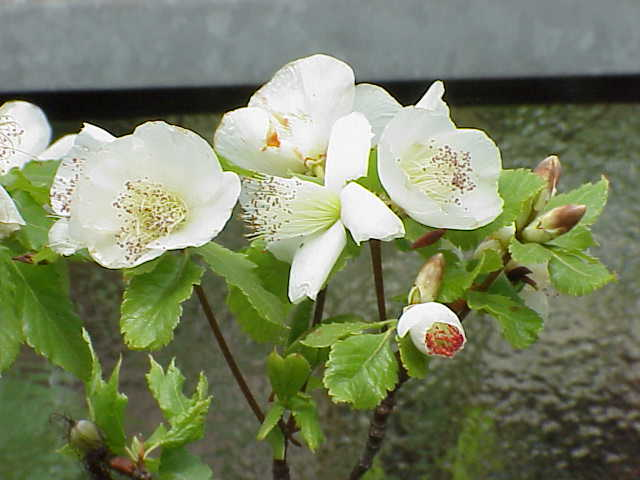
Zweig mit Blüten und Laubblättern

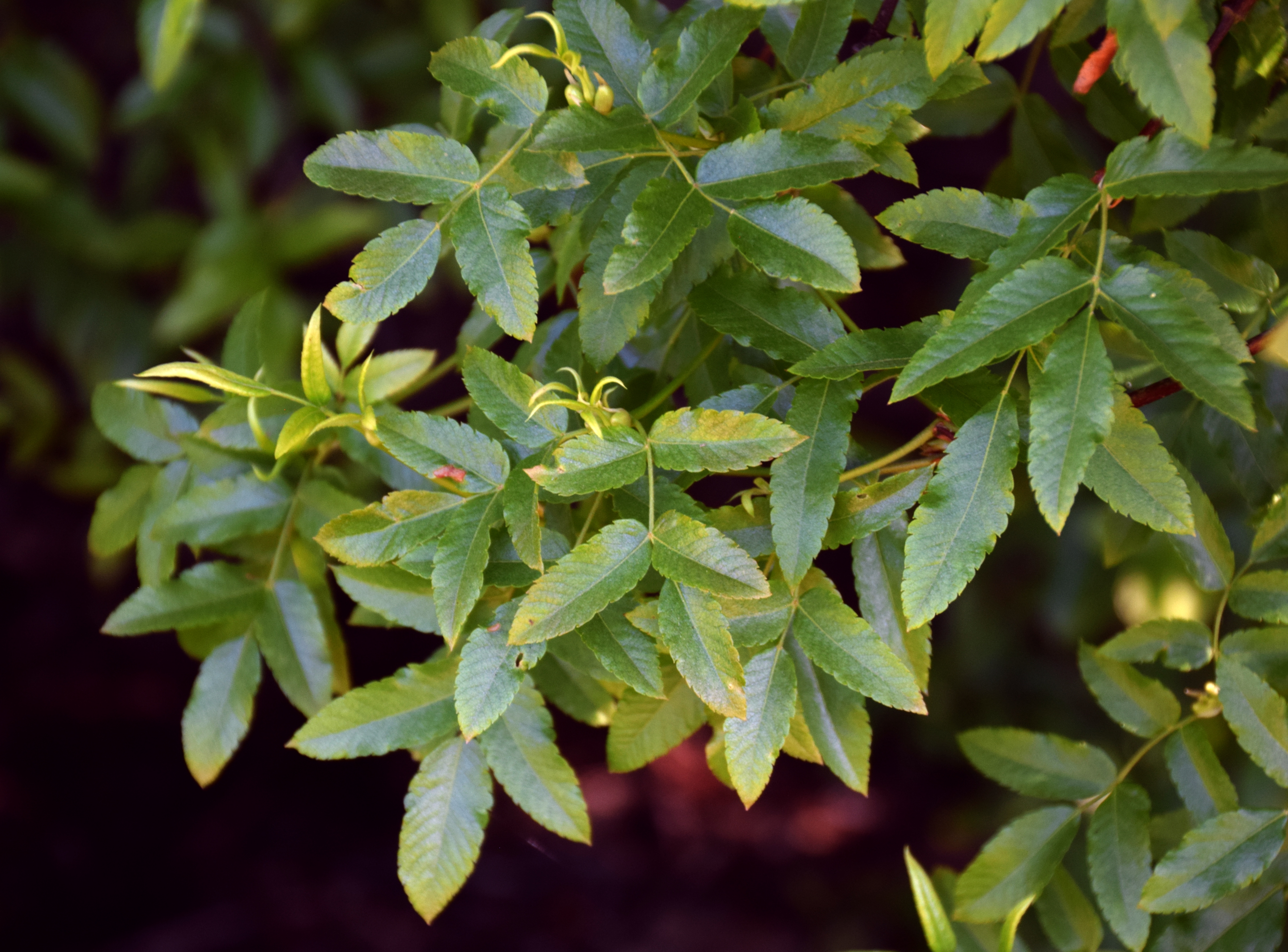
Blätter

Die Klebrige Scheinulme (Eucryphia glutinosa) ist eine Pflanzenart aus der Gattung der Scheinulmen (Eucryphia) in der Familie Cunoniaceae. Sie ist in Chile heimisch.

## Beschreibung
Die Klebrige Scheinulme wächst als, oft mehrstämmiger, Strauch oder kleiner Baum und erreicht Wuchshöhen bis über 8 Metern. Sie bildet eine relativ schlanke Krone. Die Pflanze ist sommer- bis halbimmergrün.
Die gegenständigen und gestielten Laubblätter sind glänzend dunkelgrün, sie sind drei- bis fünfteilig gefiedert. Die ledrigen, leicht behaarten, eiförmigen bis verkehrt-eiförmigen, spitzen bis stumpfen, kurze gestielten, das Endbättchen länger, unterseits helleren Fiederblättchen haben einen grob gesägten oder gezähnten Rand. Bevor die Blätter im Herbst abfallen, färben sie sich gelb bis rot. Die Nebenblätter sind abfallend.
Die recht großen Blüten erscheinen einzeln oder zu zweit achselständig. Die Blütezeit ist im Spätsommer. Es sind Tragblätter vorhanden. Die zwittrigen Blüten duften süß und stellen eine attraktive Bienentracht dar. Die ledrigen, kalyptraten Kelchblätter sind früh abfallend. Die Blüte besitzt vier weiße, verkehrt-eiförmige, bis 3 Zentimeter lange Kronblätter und zahlreiche Staubblätter mit weißen Staubfäden und anfänglich roten Staubbeuteln. Der mehrkammerige und behaarte Fruchtknoten ist oberständig mit einigen schlanken, pfriemlichen Griffeln mit minimalen Narben. Es ist ein dünner Diskus vorhanden.
Es werden holzige, ellipsoide, fein behaarte, vielsamige, septizide, bis 2 Zentimeter große, feinrippige Kapselfrüchte mit den Griffeln an der Spitz und geflügelten Samen gebildet.

## Verbreitung
Die Heimat der Klebrigen Scheinulme liegt im mittleren Chile. Ihre Vorkommen reichen von der Provinz Linares in der Región del Maule bis zur Provinz Malleco in der Región de la Araucanía.

## Taxonomie
Die Erstbeschreibung erfolgte 1838 unter dem Namen (Basionym) Fagus glutinosus Poepp. & Endl. durch Eduard Friedrich Poeppig und Stephan Ladislaus Endlicher in Nova genera ac species plantarum quas in regno chilensi, peruviano et in terra amazonica ..., 2, S. 68, Tafel 194. Die Neukombination durch Henri Ernest Baillon wurde 1869 in Histoire des Plantes, Band 1, S. 401 veröffentlicht. Ein weiteres Synonym von Eucryphia glutinosa (Poepp. & Endl.) Baill. ist Eucryphia pinnatifolia Gay. Manche Quellen deuten darauf hin, dass Eucryphia cordifolia Cav. der akzeptierte Name ist.

## Nutzung
In klimatisch begünstigten Gebieten mit milden Wintern, aber auch nicht zu heißen Sommern, zum Beispiel auf den Britischen Inseln, wird die Klebrige Scheinulme wegen ihrer Blütenpracht als Zierstrauch angepflanzt. Sie ist die winterhärteste Eucryphia-Art, ist aber dennoch für das mitteleuropäische Klima nicht winterhart.